# Enicospilus variegatus
Enicospilus variegatus là một loài tò vò trong họ Ichneumonidae.